# Бен-Даян, Деди
Деди Бен-Даян (ивр. דוד "דדי" בן דיין‎; род. 22 ноября 1978 или 27 ноября 1978, Холон, Тель-Авивский округ) —  израильский футболист, выступавший на позиции левого защитника.

## Клубная карьера

### Игровая карьера
Бен-Даян начал свою карьеру в «Маккаби» (Тель-Авив), где он провёл 5 сезонов. Его самым успешным сезоном был 2001/02, когда он помог клубу выиграть Кубок Израиля.
В 2002 году Бен-Даян перешёл в «Хапоэль» (Петах-Тиква), где начинал каждый матч в стартовом составе, но как правило, являлся первой заменой в команде. Он перешёл на «Хапоэль» (Кфар-Сава), но после того, как клуб вылетел, контракт был разорван и Деди не провёл и целого года за новый клуб.
Перед сезоном 2003/04 Бен-Даян перешёл в «Хапоэль» (Беэр-Шева). В то время этот клуб тренировал Эли Гуттман.

### Переезд в США
После двух сезонов в Беэр-Шеве, Бен Даян стал вторым израильским футболистом, который когда-либо играл в топ-футбольной лиги Соединенных Штатов, Major League Soccer, когда он подписал контракт на один год с «Колорадо Рэпидз» (другой был Гай Меламед, который был выпущен на правах свободного агента вскоре после прибытия Бена Даяна). Когда закончился его первый сезон, Бен-Даян доказал свою ценность менеджеру «Колорадо», Фернандо Клавихо, и был подписан контракт на три года за $ 120,000.

### Возвращение в Израиль
Бен Даян вернулся в Израиль, чтобы играть за «Маккаби» (Нетания) в августе 2006 года. Он заявил, что попросил вернуться, из-за Второй Ливанской войны и хотел быть ближе к своей семье. После своего возвращения в футбол в «Маккаби», было отмечено, в средствах массовой информации, что его игра резко улучшилось с момента как он оставил «Колорадо» в 2005 году.

### Перемещение на Кипр и обратно в Израиль
В январе 2012 года, Бен-Даян переехал в Кипр в Омонию до конца сезона, прежде чем перейти обратно в Израиль, чтобы играть за «Хапоэль» (Акко).

## Карьера за сборную
Дебют за национальную сборную Израиля состоялся 3 июня 2000 года в товарищеском матче против сборной Венгрии (1-2). Всего за сборную Бен-Даян провёл 28 матчей и забил 1 гол.

### Гол за сборную
| Дата            | Место                | Соперник | Счёт | Результат | Турнир                |
| --------------- | -------------------- | -------- | ---- | --------- | --------------------- |
| 10 октября 2009 | Рамат-Ган, Рамат-Ган | Молдова  | 2-0  | 3-1       | Кваликация на ЧМ 2010 |

## Личная жизнь
Бен-Даян - еврей. Однажды, Деди был встревожен, что может пропустить матч лиги за «Колорадо Рэпидз» из-за празднования Йом-Киппур.
После семи лет знакомства, Бен Даян женился на Дане Фаркаш в отеле «Ройал Гарден» в городе Эйлат (Израиль) по еврейской церемонии. Среди гостей было много знаменитостей и израильских профессиональных футболистов.

## Достижения
- Обладатель Кубка Тото: 1998/99
- Обладатель Кубка Израиля: 2001, 2002, 2010, 2011
- Чемпион Израиля: 2009/10
- Обладатель Кубка Кипра:2011/12